# Pachystruthio
Pachystruthio es un género extinto de ave ratite estrutiónida, que vivió en Eurasia desde finales del Plioceno hasta inicios del Pleistoceno en Georgia y la zona de Crimea. El género abarca a tres especies, P. pannonicus (la especie tipo), P. dmanisensis y P. transcaucasicus, las cuales fueron clasificadas anteriormente como especies de Struthio, el género al que pertenece el avestruz. P. dmanisensis fue uno de los mayores miembros de ese género hasta su reclasificación, alcanzando más de 3 metros de altura; en todo caso, se trata de la mayor ave conocida del hemisferio norte.
Aunque Pachystruthio es conocido comúnmente como el avestruz gigante, sus verdaderas relaciones con el género moderno Struthio no son claras.